# Ninski Stanovi
Ninski Stanovi es una localidad de Croacia en el ejido de la ciudad de Nin, condado de Zadar.

## Geografía
Se encuentra a una altitud de 27 m s. n. m. y a 289 km de la capital nacional, Zagreb.

## Demografía
En el censo 2011 el total de población de la localidad fue de 358 habitantes.
| Gráfica de población de Ninski Stanovi 1857-2011                    |
|                                                                     |
| Según los censos de población de la oficina estadística de Croacia. |